# Libertad Lamarque
Libertad Lamarque de Bouza (* 24. November 1908 in Rosario (Argentinien); † 12. Dezember 2000 in Mexiko-Stadt) war eine argentinische Schauspielerin und Sängerin, die vor allem als Interpretin von Tangos bekannt wurde. Sie gehörte zu den Ikonen der Goldenen Ära des argentinischen und mexikanischen Kinos und gilt als die im Ausland erfolgreichste Filmschauspielerin Argentiniens.

## Leben und Wirken
Libertad Lamarque wurde in Rosario, in der Provinz Santa Fe, als Tochter von Gaudencio Lamarque (1874 bis 1947), einem Uruguayer französischer Abstammung und einer Witwe spanischer Herkunft, Josefa „Pepa“ Bouza (1863 bis 1932), geboren. Sie wurde Libertad („Freiheit“) genannt, weil zum Zeitpunkt ihrer Geburt ihr Vater – ein Anarchist – inhaftiert war und um Freilassung bat.

### Erste Karriereschritte
Die Tochter einer spanischen Einwanderin und eines Uruguayers mit Herkunft aus Frankreich zeigte schon in ihrer Kindheit großes schauspielerisches und vor allem Gesangstalent, weshalb sie ihre Mutter nach Kräften unterstützte. Im Alter von 7 Jahren gewann Lamarque den ersten Preis in einem Bühnenwettbewerb und schloss sich einer Gruppe von Straßensängern an, die Tourneen in nahe gelegene Städte unternahmen. Als sie 15 Jahre alt war, wurde sie von José Constanzó engagiert, um mit einer kleinen Theatergruppe durch den Süden der Provinz Buenos Aires zu touren. Zunächst traten sie am Teatro Argentino in La Plata auf, wo sie Azucena Maizani kennenlernte, und dann in Städten wie Azul, Tandil, Bahía Blanca und Coronel Pringles. Bei einem ihrer Auftritte war das Publikum so begeistert von ihrer Interpretation des Tangos El huérfano, dass sie unter stehenden Ovationen auf die Bühne zurückging, um ihn noch einmal zu singen. Ihr Bruder Pedro nahm ebenfalls als Schauspieler an dieser Tournee teil.
1923 trat Lamarque in ihrer ersten professionellen Rolle in dem Stück Madre Tierra von Alejandro Berruti auf. Die Anerkennung, die ihre Darstellung erhielt, überzeugte ihre Eltern, dass die Familie nach Buenos Aires umziehen sollte, wo ihre Karrierechancen besser wären. Die Familie knüpfte ihre Hoffnungen an das Empfehlungsschreiben eines örtlichen Journalisten, gerichtet an den Besitzer des Teatro El Nacional (Nationaltheater), Pascual Carcavallo. Dies erwies sich als erfolgreich, denn 1926 wurde Libertad als Sängerin im Chor engagiert und erhielt einen Einjahresvertrag. Ihr Debüt gab sie in einem Stück mit dem Titel La muchacha de Montmartre (Das Mädchen von Montmartre) von José A. Saldías, das sie im Trio mit Olinda Bozán und Antonia Volpe, an der Gitarre begleitet von Rafael Iriarte, sang. Nur wenige Monate später sang sie bei Radio Prieto und wurde für eine Schallplattenproduktion bei RCA Victor unter Vertrag genommen. Am 26. September 1926, Lamarque war gerade einmal 18 Jahre alt, erschien ihr erstes Album, Gaucho Sol, mit der Single Chilenito.
1929 trat sie in Alberto Vaccarezzas El conventillo de la Paloma (Das Haus der Taube) auf, einer Show, in der es um das Leben eines Mädchens namens Doce Pesos ging, das in einem Mietshaus für Einwanderer lebte. Nach zwei Jahren und 1.000 Auftritten verließ Lamarque die Show, um sich auf ihre Musikkarriere zu konzentrieren. Ihren Part übernahm Tita Merello. Im Jahr darauf, 1930, nahm sie an einem Wettbewerb am Teatro Colón in Buenos Aires teil, gewann den ersten Preis für ihre Aufführungen der Tangos La cumparsita und Tocaneando und verdiente sich den Titel La Reina del Tango (Königin des Tangos). Sie beendete diesen Zyklus mit der Aufführung von Oscar Straus’ Tres valses (Drei Walzer), einer Adaption der Operette, zusammen mit der chilenischen Sängerin Choly Mur.
Privat verliebte sie sich in Emilio Romero († 1945), 1928 kam die Tochter Mirtha zur Welt. Mit der Zeit entfremdete sich das Paar, und sie wollte die Scheidung, was aber damals sehr schwierig zu erreichen war.
Danach beging Lamarque aus Depression und Verzweiflung einen Selbstmordversuch, indem sie sich aus dem Fenster eines Hotels in Santiago de Chile stürzte, aber zum Glück bremste eine Markise den Sturz. Bald darauf entführte ihr Ex-Ehemann die gemeinsame Tochter nach Uruguay.
Lamarque wurde von Polizei und einigen Freunden nach Montevideo begleitet, um ihre Tochter zu holen. Dies beeinträchtigte ihre Karriere jedoch nicht.

### Auseinandersetzung mit Eva Perón
Eine Auseinandersetzung mit Eva Perón führte angeblich dazu, dass Lamarque 1946 Argentinien verließ und sich mit ihrem zweiten Ehemann nach Mexiko begab. Sie soll von der argentinischen First Lady auf eine schwarze Liste gesetzt worden sein. Marysa Navarro und Nicholas Frasier, die Autoren von Evita: The Real Life of Eva Perón, halten dies jedoch für unwahrscheinlich. Sie argumentieren, dass Lamarque nach Mexiko zog, wo sie bereits vom Publikum verehrt wurde, weil das mexikanische Kino in den 1940er–1950er-Jahren in einem besseren Zustand war als das argentinische Kino. Die Autoren fügen hinzu, dass Lamarque zu Lebzeiten von Eva Perón – und darüber hinaus – frei zwischen Argentinien und Mexiko reiste, was die Legende von der schwarzen Liste nicht stützt.
Lamarque selbst bestritt zu Lebzeiten insbesondere die Berichte, dass sie Eva in der Kulisse des Films La cabalgata del circo (Die Zirkusreiterei) geohrfeigt habe. In ihrer Autobiografie aus dem Jahr 1986 stritt sie die Anschuldigung rundweg ab und erklärte, sie habe sich für Peróns mangelnde Disziplin während der Produktion des Films geschämt. Laut Lamarque weigerte sich Eva Perón, ihre Arbeit ernst zu nehmen und kam immer zu spät oder stoppte die Dreharbeiten aus trivialen persönlichen Gründen. Beschwerden beim Produzenten oder Regisseur führten zu keinem Ergebnis, da sie Eva als Freundin von Juan Perón bevorzugt behandelten.
Ab 1946 zogen Eva und Juan Perón in den Präsidentenpalast ein. Es kursierten Gerüchte, dass Evita Radiosendern und Filmstudios verboten hatte, Lamarques Musik zu spielen oder sie zu engagieren, und Lamarques Beschäftigung in Filmen, Musik und der Werbung in Argentinien schien sein Ende gefunden zu haben.
Noch im hohen Alter war die Beziehung Lamarques zu Evita ein wiederkehrendes Thema in den Nachrichten. Sie pflegte darauf zu sagen: „dank meines Kampfes mit Evita habe ich irgendwie Amerika erobert. Wenn nicht, wäre mein Name anonym geblieben“.

### Kuba: „La novia de América“
Nach Fertigstellung ihrer letzten Filmproduktion, Romance Musical, die 1947 in die Kinos gelangte, ging Lamarque am 2. Januar 1946 auf Auslandstournee durch mehrere lateinamerikanische Länder. Die Tournee wurde vom Radiosender RHC-Cadena Azul (Radio Habana Cuba-Cadena Azul) organisiert.
In Kuba wurde sie von einer Menschenmenge empfangen, die Tournee galt als Event des Jahres. Dort trat sie am 7. Januar im Teatro América auf, wo sich ihr Lied El tumbaíto, dessen Text sich damals auf den Mangel an Seife in Havanna bezog, sich großer Beliebtheit erfreute. Sie beendete die Vorstellung unter großem Applaus mit dem Lied Facundo des kubanischen Komponisten Eliseo Grenet. Sie trat täglich, manchmal zweimal täglich auf, und bei ihrem letzten Auftritt im Teatro América am 20. Januar hatte sie drei Vorstellungen. Sie trat in Camagüey, Ciego de Avila, Santa Clara, Holguín und Santiago de Cuba auf, besuchte Krankenhäuser und Schulen. Ihre Abschiedsvorstellung im Anfiteatro Municipal de La Habana soll von 20.000 Fans besucht worden sein.
Ihre Auftritte waren beim Publikum beliebt und brachten ihr in der kubanischen Presse den Spitznamen „La novia de América“ (America’s Sweetheart / Die amerikanische Braut) ein. Im Anschluss reiste sie für Auftritte in die Dominikanische Republik, wo sie ähnlich enthusiastisch begrüßt wurde. In Puerto Rico trat sie in La Voz del Yuna auf, einer Radioserie, in der sie in Begleitung ihres Orchesters sechs Tangos spielte. Der Bürgermeister Antonio Avíla bezeichnete sie begeistert als „Adoptivtochter“ der Insel Vieques.
Die Tournee wurde in Venezuela fortgesetzt, laut Lamarque nicht ganz so erfolgreich wie erwartet, da die Theaterunternehmer die Kartenpreise entsprechend dem Erfolg in anderen lateinamerikanischen Ländern erhöht hatten. Am Ende der Tournee machte sie in Mexiko Halt und trat im El Patio auf, einem der renommiertesten Kabaretts des Landes. Ihr zweiwöchiger Vertrag wurde auf drei Monate verlängert, und am Ende dieses Zeitraums begab sie sich auf eine weitere Tournee durch das Innere Mexikos, die sie in Guatemala, Honduras, El Salvador, Nicaragua, Costa Rica und Panama fortsetzte.
Der Kritiker Robert Sylvester veröffentlichte eine Notiz mit dem Titel Wie man im Showbusiness Geld verdient, in der er Lamarque als Beispiel heranzog, die zu dieser Zeit am Teatro Puerto Rico in einer der schlechteren Gegenden New Yorks auftrat. Das Theater erzielte in der ersten ausverkauften Woche 40.000 Dollar an Bruttoeinnahmen, und die Schauspielerin verdiente daran 17.000 Dollar, was 2.000 Dollar über dem Betrag lag, den die bekannte Darstellerin Kay Thompson im Theater The Roxy erhielt. Die Einnahmen im Teatro Puerto Rico veranlassten Lamarque zu einer Vertragsverlängerung für eine zweite Woche.

### Umzug nach Mexiko
Kurz vor ihrer Kuba-Tournee hatte Hollywood Lamarque einen Sieben-Jahres-Vertrag angeboten, aber sie lehnte ab, da sie kein Englisch sprach und sie die Befürchtung hatte, dass sie ausgenutzt werden könnte. Trotz ihrer Vorbehalte, in den USA zu arbeiten, gelang es ihr, die Carnegie Hall für eine Vorstellung im Jahr 1947 komplett auszuverkaufen. Als Mexiko ihr dagegen einen Filmvertrag mit dem spanischen Regisseur Luis Buñuel anbot, willigte sie ein. Sie zog 1946 nach Mexiko. Der Film Gran Casino mit Jorge Negrete in der Hauptrolle war ein Flop, aber andere Rollen folgten, in Filmen wie Soledad (1947), La dama del velo (1948), Huellas de un pasado (1950), Mujeres sin lágrimas (1951), Nunca es tarde para amar (1952), Ansiedad (1952) und Rostros olvidados (1952). Einige ihrer besten Arbeiten aus dieser Zeit waren Otra primavera (1949 gedreht), La loca (1951) und Cuando me vaya (1953); für jede dieser Arbeiten wurde sie 1951, 1953 und 1955 für den Premio Ariel als beste Schauspielerin nominiert.
Ihre letzten Filme waren Bodas de oro (1955), Amor de sombra (1959), Yo pecador (1959), Rosas blancas para mi hermana negra (1969), letzterer mit der kubanischen Sängerin Eusebia Cosme, sowie ihre letzten beiden argentinischen Filme, La sonrisa de mamá (1972) und La mamá de la novia (1978). Nach dem Ende ihrer Filmkarriere ging Lamarque jedoch wieder mit Musik auf Tournee. In den späten 1950er Jahren unternahm sie eine Konzerttournee mit dem puerto-ricanischen Sänger Jesús Quiñones Ledesma und arbeitete in Chile, Puerto Rico, Venezuela, der Dominikanischen Republik, Guatemala, El Salvador und Honduras und kehrte nach Kuba zurück, um Theater zu spielen und mehrere Alben aufzunehmen.
Nach Evitas Tod kehrte sie nach Argentinien zurück und trat 1967 bei einer Aufführung am Teatro Nacional in Buenos Aires, die sie später 1968 in Mexiko in einer Inszenierung von Manolo Fabregás nochmals zeigte, für das lateinamerikanische Publikum als erste Interpretin in einer spanischen Version von Hello Dolly! auf.

## Späte Jahre und Tod
Im Jahr 1996 beschloss sie, sich in Miami, Florida, niederzulassen, begleitet von ihrer Assistentin Irene Lopez. Ihre Tochter Mirtha, ihr Schwiegersohn, fünf Enkel und zehn Urenkel blieben in Buenos Aires.
Mit 92 Jahren war Lamarque noch aktiv, lebenslustig und glücklich, als sie einen Auftritt in der Telenovela A Usurpadora bekam. Im Jahr 2000 wurde sie für ihr Lebenswerk mit dem mexikanischen Ehrenfilmpreis Ariel de Oro ausgezeichnet.
Eines Morgens fühlte sie sich krank und musste in ein Unfallkrankenhaus von Mexiko-Stadt eingeliefert werden, wo sie nach zehn Tagen am 12. Dezember 2000 starb. Ihr Leichnam wurde eingeäschert und ihre Asche vor der Küste von Miami ins Meer gestreut.
Sie trat in 67 Filmen auf (21 in Argentinien, 45 in Mexiko und einer in Spanien) und in 6 Telenovelas. Sie nahm über 800 Lieder auf und hatte unzählige Bühnenauftritte.

## Auszeichnungen
- 1931 Titel La Reina del Tango (Tangokönigin) bei einem Gesangswettbewerb im Teatro Colón, Buenos Aires[15]
- 1940 Beste ausländische Darstellerin in Puerta cerrada, Zagreb[15]
- 1951 Premio Ariel der Academia Mexicana de Artes y Ciencias Cinematográficas (AMACC), nominiert als beste Hauptdarstellerin für Otra primavera
- 1953 Premio Ariel, nominiert als beste Hauptdarstellerin für La loca
- 1955 Premio Ariel, nominiert als beste Hauptdarstellerin Cuando me vaya
- 1980 Critics’ Choice TV Award New York, zusammen mit María Félix
- 1985 Konex Platinum Award als Beste Tangosängerin, Argentinien
- 2000 Premio Ariel de Oro (Preis für das Lebenswerk) der Academia Mexicana de Artes y Ciencias Cinematográficas

## Filmografie

### In Argentinien
- 1933 ¡Tango!
- 1936 Ayúdame a vivir
- 1938 Besos brujos
- 1938 Madreselva
- 1939 Puerta cerrada
- 1940 La casa del recuerdo
- 1941 Una vez en la vida
- 1942 Yo conocí a esa mujer
- 1945 La cabalgata del circo
- 1947 Romance musical

### In Mexiko
- 1946 Gran Casino
- 1947 Soledad
- 1948 La dama del Velo, Rolle: Andrea del Monte
- 1949 Otra primavera, Rolle: Amelia
- 1950 La marquesa del barrio, Rolle: Cristina Payares/La Marquesa
- 1950 Huellas del pasado
- 1951 Te sigo esperando, Rolle: Elena Montenegro
- 1951 La loca, Rolle: Elena Prim
- 1951 La mujer sin lágrimas, Rolle: Consuelo
- 1952 Ansiedad, Rolle: María de Lara
- 1952 Nunca es tarde para amar, Rolle: Malisa Morales
- 1952 Acuérdate de vivir, Rolle: Yolanda
- 1952 Rostros olvidados, Rolle: Rosaria Velazquez
- 1953 Si volvieras a mi, Rolle: Alejandra
- 1953 When I Leave, Rolle: María Grever
- 1953 La Infame, Rolle: Cristina Ferrán
- 1953 Anxiety
- 1953 Reportaje
- 1954 La mujer X
- 1955 Bodas de oro
- 1955 Música de siempre
- 1955 Historia de un amor, Rolle: Elena Ramos
- 1955 Escuela de música, Rolle: Laura Galván
- 1956 Bambalinas
- 1957 Mis padres se divorcian, Rolle: Diana Váldes
- 1957 Cuatro copas, Rolle: Eugenia Pavel
- 1957 La mujer que no tuvo infancia, Rolle: Rosaura
- 1958 Sabrás que te quiero, Rolle: Amelia Rey/Mónica/Gabriela
- 1959 Love in the Shadows, Rolle: Claudia
- 1959 Yo, pecador, Rolle: Doña Virginia
- 1960 El pecado de una madre, Rolle: Ana María
- 1960 La cigüeña dijo sí
- 1962 El cielo y la tierra, Rolle: Sor Lucero/Sister María de la Luz
- 1963 Canción del alma, Rolle: María Maragón
- 1964 Los hijos que yo soñé, Rolle: Mariana
- 1964 Canta mi corazón, Rolle: Luisa Lamas
- 1966 Arrullo de Dios, Rolle: Luz
- 1968 El hijo pródigo, Rolle: Alegría Román
- 1969 Rosas blancas para mi hermana negra, Rolle: Laura
- 1971 Hoy he soñado con Dios, Rolle: Lina Alonso
- 1973 La loca de los milagros, Rolle: Aurora Durban
- 1973 Negro es un bello color, Rolle: Eugenia

### In Spanien
- 1961 Lovely Memory, Rolle: Lucy

### Serien
- 1970 Esmeralda, Rolle: Schwester Piedad
- 1975 Mamá, Rolle: Soledad
- 1980 Soledad, Rolle: Soledad González/Cristina Palermo
- 1983 Amada, Rolle: Amada
- 1998 La Usurpadora, Rolle: Großmutter Piedad Bracho
- 2000 Carita de Ángel, Rolle: Mutter Oberin Piedad de la luz

## Weiterführende Literatur
- Dieter Reichardt: Tango. Verweigerung und Trauer. 1. Aufl. Frankfurt am Main, Suhrkamp 1984, ISBN 3-518-37587-3, S. 109–132.
- Libertad Lamarque: Autobiografia. Libertad Lamarque. Javier Vergara Publishing, Buenos Aires 1987, ISBN 978-968-497-150-9.
- Horacio Salas und Lato: Tango: Wehmut, die man tanzen kann. Edition Elke Heidenreich bei C. Bertelsmann, München 2010, ISBN 978-3-570-58021-9, S. 80.